# Solaris (cépage)
Pour les articles homonymes, voir Solaris.

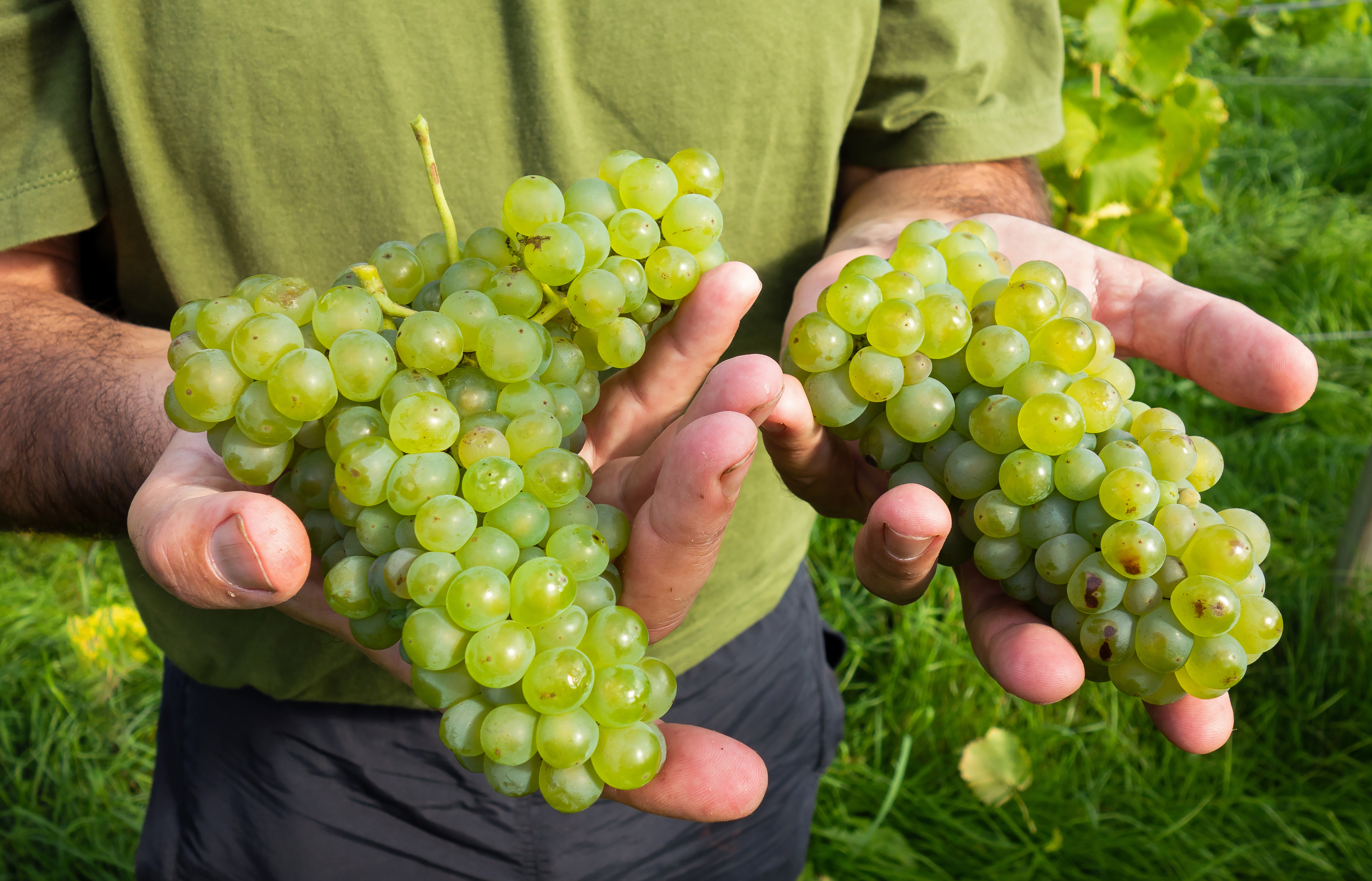
Grappes de raisin Solaris cultivées à Lysekil (commune), Suède. Septembre 2018.

La  solaris  est un cépage de cuve allemand de raisins blancs.

## Origine et répartition géographique
Le cépage a été obtenu par Norbert Becker dans l'institut Staatliches Weinbauinstitut Freiburg à Fribourg-en-Brisgau. L'origine génétique est vérifiée et c'est un croisement des cépages Merzling × (Sapéravi Severny × Muscat ottonel) réalisé en 1975. Le cépage est autorisé dans de nombreux Länder en Allemagne. Il est également autorisé en Belgique.
Le nom du cépage est un hommage au soleil.
La solaris est une hybride avec des parentages de Vitis vinifera, Vitis amurensis, Vitis rupestris et Vitis aestivalis.

## Caractères ampélographiques
Feuilles adultes, à 3 lobes, vert foncé

## Aptitudes culturales
La maturité est précoce: 5 jours avant le chasselas.

## Potentiel technologique
Les grappes  sont moyennes et les baies sont de taille moyenne. Le cépage est très résistant au mildiou et à l'oïdium.

## Synonymes
La  solaris est connu sous le nom de FR 240-75